# Quinto Lucílio Balbo
Quinto Lucílio Balbo (em latim: Quintus Lucilius Balbus; fl. 100 a.C.) era um filósofo estoico e um aluno de Panécio.

Balbo pareceu a Cícero comparável aos melhores filósofos gregos. Ele é apresentado por Cícero em seu diálogo Sobre a Natureza dos Deuses, como expositor das opiniões dos estoicos sobre esse assunto, e seus argumentos são representados como de considerável peso. Seu nome aparece nos fragmentos existentes de Hortênsio de Cícero, mas não se pensa mais que Balbo fosse um orador no diálogo.